# Béla Kuhárszki
Béla Kuhárszki, né le 29 avril 1940 à Budapest en Hongrie, et mort le 7 mars 2016, est un joueur de football international hongrois, qui évoluait au poste d'attaquant.

## Biographie

### Carrière en club
Avec le club d'Újpest, il remporte un championnat de Hongrie et atteint la finale de la Coupe Mitropa en 1967. Il est également demi-finaliste de la Coupe des coupes en 1962.
Avec cette même équipe, il joue trois matchs en Coupe d'Europe des clubs champions lors de la saison 1960-1961. Il inscrit un but face au club yougoslave de l'Étoile rouge de Belgrade lors du premier tour, puis un autre face au Benfica Lisbonne à l'occasion des huitièmes de finale.

### Carrière en sélection
Avec l'équipe de Hongrie, il joue 6 matchs (pour aucun but inscrit) entre 1960 et 1962. 
Il dispute son premier match en équipe nationale le 9 octobre 1960 en amical contre la Yougoslavie.
Il figure dans le groupe des sélectionnés lors de la Coupe du monde de 1962. Lors du mondial organisé au Chili, il joue un match face à l'Argentine, pour ce qui constitue son dernier match en équipe nationale.

## Palmarès
Újpest
- Championnat de Hongrie (1) :
  - Champion : 1959-60.
  - Vice-champion : 1960-61, 1961-62, 1967, 1968.

- Coupe Mitropa :
  - Finaliste : 1966-67.